# Rolls-Royce R
Il Rolls-Royce R era un motore aeronautico 12 cilindri a V raffreddato a liquido sviluppato dall'azienda britannica Rolls-Royce Limited negli anni trenta destinato ad equipaggiare velivoli da competizione.

## Storia

### Sviluppo
Il motore venne progettato da Arthur Rowledge alla fine degli anni venti come proposta alla Supermarine per la sostituzione del Napier Lion che aveva equipaggiato l'idrocorsa Supermarine S.5. Reginald Joseph Mitchell, che aveva progettato l'S.5 vincitore dell'edizione del 1927 della Coppa Schneider, venne convinto che il Lion era arrivato all'apice del suo sviluppo e che per poter risultare competitivi alle successive edizioni del trofeo il suo nuovo idrocorsa avrebbe dovuto essere equipaggiato con un nuovo motore capace di erogare una potenza maggiore.
Il primo disegno della configurazione del motore "Racing H", sviluppato sulla base del precedente Buzzard, venne inviato alla Supermarine il 3 luglio 1928, permettendo a Mitchell di iniziare la progettazione del nuovo S.6. Poco dopo la designazione del nuovo motore venne cambiata in "R" (da Racing, in inglese "da competizione"). Il governo britannico stipulò il contratto ufficiale con la Rolls-Royce solamente nel febbraio 1929, lasciando all'azienda solo sei mesi prima della gara della Coppa Schneider che si sarebbe disputata lo stesso anno.

### Impiego operativo
Il motore venne utilizzato principalmente sugli idrovolanti che presero parte alla Coppa Schneider ma anche per battere dei record di velocità su terra e su acqua.
I numeri di serie di questo motore erano tutti dispari, in quanto la Rolls-Royce utilizzava tali numeri per indicare i propulsori il cui albero motore, visto di fronte, ruotava in senso antiorario. Il Rolls-Royce R, numero di serie R27, fu utilizzato per battere il record di velocità per idrovolanti con il Supermarine S.6B che raggiunse la velocità di 655,8 km/h (407,5 mph). Questo record verrà successivamente portato in Italia dal Macchi-Castoldi M.C.72 spinto dal Fiat AS.6 che raggiungerà i 711 km/h (441,7 mph) o più precisamente i 709,209 km/h di velocità media. Quest'ultimo record è ancora imbattuto.
Il motore R fu utilizzato anche per motorizzare il Campbell-Railton Blue Bird, prima vettura a superare le 300 mph, e la Thunderbolt, vettura progettata da George Eyston che superò alcuni record di velocità su terra, nonché sugli idroplani da record Blue Bird K3 e K4.
Tra il 1929 e il 1934 ne vennero costruiti 19. Un esemplare del motore è attualmente conservato presso lo Science Museum di Londra.
In seguito il motore R servirà da base per sviluppare il successivo Rolls-Royce Griffon.

## Descrizione tecnica
Il Rolls-Royce R manteneva l'architettura del Buzzard da cui derivava, 12 cilindri a V con distribuzione OHC a 4 valvole per cilindro e raffreddato a liquido.
Aveva una cilindrata di 36,582 L (2 270 in³). La potenza che poteva raggiungere il motore era di 2 530 hp (1 887 kW) con un peso di 774 kg (1 706 lb). Con il sistema di iniezione di metanolo la potenza saliva a 2 783 hp (2 075 kW)